# En Rundtur i København
En Rundtur i København er en dansk dokumentarfilm fra 1934. Filmen er ufærdig.

## Handling
Under højstemt oplæsning af et næsten 8 minutter langt 'digt' føres seerne fra grønttorvet på Israels Plads, fisketorvet på Gammel Strand og blomstertorvet på Højbro Plads forbi Christiansborg til en tur gennem Dyrehaven og videre til Sorgenfri Slot, hvor Kong Christian 10. rider ud på sin hest. Turen slutter ved nattetide på Rådhuspladsen med de mange lysreklamer.

## Medvirkende
- Thorvald Stauning
- Kong Christian 10.